# Menameradiel
Menameradiel megszűnt község Hollandiában, Frízföld tartományban. Lakosainak száma 13 430 fő (2017. augusztus 1.).

## Földrajza
Menameradiel Het Bildt, Leeuwarden, Leeuwarderadeel, Franekeradeel és Littenseradiel községekkel határos.

## Népesség
| Lakosok száma | 6083 | 7828 | 9450 | 10 424 | 10 064 | 11 262 | 10 683 | 13 283 | 13 774 | 13 430 |
|               | 1830 | 1849 | 1869 | 1889   | 1909   | 1947   | 1971   | 1990   | 2010   | 2017   |